# Adrián García
Adrián Alonso García Sobarzo (ur. 25 maja 1978 w Concepción) – chilijski tenisista, reprezentant w Pucharze Davisa.

## Kariera tenisowa
Karierę tenisową García rozpoczął w 1998 roku, a zakończył w 2011 roku. W grze pojedynczej wygrał trzy tytuły rangi ATP Challenger Tour, a w grze podwójnej triumfował w rozgrywkach tej rangi siedmiokrotnie.
W latach 2000–2006 reprezentował Chile w Pucharze Davisa, grając łącznie w jedenastu meczach, z których w sześciu zwyciężył.
Chilijczyk zdobył startując w igrzyskach panamerykańskich trzy srebrne medale. W 2003 roku w Santo Domingo w grze podwójnej i w 2007 roku w Rio de Janeiro w grze pojedynczej i grze podwójnej.
W rankingu singlowym García najwyżej był na 103. miejscu (13 września 2004), a w klasyfikacji deblowej na 124. pozycji (23 kwietnia 2007).